# Лальден
Лальден (нім. Lalden) — громада  в Швейцарії в кантоні Вале, округ Фісп.

## Географія
Громада розташована на відстані близько 80 км на південний схід від Берна, 45 км на схід від Сьйона.
Лальден має площу 1,3 км², з яких на 27,3% дозволяється будівництво (житлове та будівництво доріг), 39,8% використовуються в сільськогосподарських цілях, 18% зайнято лісами, 14,8% не є продуктивними (річки, льодовики або гори).

## Демографія
2019 року в громаді мешкало 638 осіб (-3,6% порівняно з 2010 роком), іноземців було 11,9%. Густота населення становила 491 осіб/км².
За віковим діапазоном населення розподілялося таким чином: 15,4% — особи молодші 20 років, 65,2% — особи у віці 20—64 років, 19,4% — особи у віці 65 років та старші. Було 266 помешкань (у середньому 2,4 особи в помешканні).
Із загальної кількості 295 працюючих 27 було зайнятих в первинному секторі, 235 — в обробній промисловості, 33 — в галузі послуг.